# 婁昭君
婁昭君（501年—562年5月20日），代郡平城人（今大同市），鲜卑人，元魏权臣、北齐追尊神武帝高欢元配，文襄帝高澄、文宣帝高洋、孝昭帝高演、武成帝高湛的母亲。

## 生平
婁昭君为北魏娄内干之女。年轻时美貌，很多豪族礼聘为妻，婁昭君都不答应，见城头站岗的士兵高欢有气度，派婢女通意，父母不得已，只好同意了。后来辅佐高欢成就霸业。婁昭君为人节俭，亲自纺织，慈爱高欢妾出诸子。高欢联合柔然，娶蠕蠕公主，娄昭君让出正室之位。沙苑之战，侯景想追击宇文泰，高欢开始同意了，后来娄昭君劝说，高欢乃止。
547年丈夫高欢逝世，儿子高澄嗣位，娄昭君进为王太妃。高洋受东魏禅，建立北齐，尊为宣训宫皇太后。高殷即位，尊为太皇太后。尚书令杨愔等受遗诏辅政。太皇太后与高演诛杀杨愔，废黜高殷。高演即位，复为皇太后。孝昭帝高演崩，太后下诏立武成帝高湛。大宁（562年）二年春，婁太后聽信女巫的話，改姓為石氏，是為石昭君。四月辛丑（5月20日），在北宫驾崩，时年六十二岁，谥号武明皇后。五月甲申（7月2日），与高欢合葬义平陵。

## 子女
娄昭君和高欢生育六男两女，其中有四位皇帝（含追封），两位皇后。
- 世宗文襄帝 高澄
- 顯祖文宣帝 高洋
- 肅宗孝昭帝 高演
- 襄城景烈王 高淯
- 世祖武成帝 高湛
- 博陵文簡王 高济
- 永熙皇后，北魏出帝元修皇后，再嫁元韶
- 太原长公主，东魏孝静帝元善見皇后，再嫁杨遵彦

## 影視創作
| 飾演婁昭君的演員 | 影視作品                             |
| 劉雪華           | 《陸貞傳奇》(于正工作室2013年電視劇) |
| 李文玲           | 《蘭陵王》(2013年電視劇)             |

## 延伸阅读
[在维基数据编辑]
 《北史·卷014》，出自李延壽《北史》
 在维基共享资源阅览影像